# Abbaye de Marienthal (Ahr)
Ne doit pas être confondu avec Abbaye de Mariental.
Pour l’article homonyme, voir Abbaye de Marienthal.
L’abbaye de Marienthal est une ancienne abbaye augustine à Marienthal, un quartier de Dernau, en Allemagne.

## Histoire
Adolphe Ier de Saffenberg (de), qui réside dans le Saffenburg (de), est considéré comme le fondateur du monastère. Comme son père, il est le vogt de l'abbaye de Rolduc.
En 1136, il autorise les moines augustins locaux à construire un monastère dans le Hubachtal sur l'Ahr. Le ruisseau Hubach forme la frontière orientale du domaine de Saffenburg à Ahrweiler. À cette époque, la vallée est boisée et inhabitée. Après des travaux de défrichement, l'abbaye y est construite. En 1137, 37 religieuses augustines arrivent de la maison mère de Rolduc et s'installent dans le couvent connu sous le nom de "Mariae vallis". La première messe est célébrée en 1138 et l'église abbatiale est consacrée par l'archevêque Arnold de Cologne (de) en 1141. Selon de rares références dans les annales de Rolduc, on sait qu'il y a sept ateliers, une distillerie, une boulangerie et une maison d'hôtes.
En 1259, l'archevêque de Cologne, Konrad von Hochstaden, exempte l'abbaye des contributions aux fortifications d'Ahrweiler (de). En 1336, l'archevêque de Cologne limite le nombre de religieuses à 40. Le couvent de Marienthal est une abbaye noble, car les religieuses augustines viennent de la petite noblesse de la maison d'Are (de), la maison d'Are-Hochstaden (de) et de la maison de Saffenburg. Elle est dirigée par une abbesse appelée Fraw Meistersche. L'abbaye de Marienthal est réformée en 1486 avec l'arrivée des sœurs de l'abbaye d'Engeltal à Bonn (de).
En 1632, pendant la guerre de Trente Ans, les troupes suédoises pillent et endommagent l'abbaye, entraînant la perte des archives du monastère. En 1646, vers la fin de la guerre, c'est à nouveau par les troupes françaises du maréchal Henri de Turenne. La reconstruction du complexe monastique commence en 1699. Après l'occupation de la rive gauche du Rhin par les troupes révolutionnaires françaises en 1794, les religieuses s'enfuient vers la rive droite du Rhin à Arienheller. En 1802, l'abbaye est sécularisée par l'État français et vendue aux enchères à partir de 1803. Le mobilier de l'église monastique est transférée à d'autres abbayes et églises de la région. À cette époque, l'abbaye de Marienthal possédait, outre les bâtiments existants, un moulin, deux jardins, trois vignobles, quelques prairies et 15 acres de terrain. À Ahrweiler, elle possédait un demi-acre de vignes, à Dernau et Mayschoß il y avait des champs, des prairies, un jardin arboré et des parts dans les vendanges. En outre, le monastère mettait en location de nombreuses terres et fermes dans la région en échange de biens en nature. Les bâtiments de l'abbaye sont vendus pour démolition en 1811, la population utilise la pierre pour ses propres constructions.
Au cours du XIXe siècle, les propriétaires des ruines de l'abbaye changent à plusieurs reprises. En 1910, un propriétaire fait construire un manoir dans le jardin en terrasses, qui sert plus tard de bâtiment administratif de l'Ahrtalbahn (de). À partir de 1925, l'ancienne abbaye est le domaine viticole de l'État prussien dans le vignoble de l'Ahr, dont l'administration est transférée dans des bâtiments nouvellement construits. Des bâtiments du domaine viticole de Marienthal, dans le style des bâtiments de retraite monastique, sont ajoutés aux vestiges historiques. Cela crée une cour intérieure aujourd’hui utilisée pour la gastronomie. Des voûtes en berceau sont conservées des bâtiments historiques du XIIe siècle et abritent aujourd'hui une cave à vin. Un caveau funéraire est découvert sous le cloître en 2012.
À partir de 1952, il appartient au Land de Rhénanie-Palatinat et est rattaché à l'Institut national d'enseignement et de recherche d'Ahrweiler. En 2004, le Land vend la propriété et les vignobles à quatre vignerons de la région, qui exploitent conjointement la cave Kloster Marienthal avec 4,5 hectares de vignes sur place.
L'église baroque de l'abbaye est essentiellement conservée sous forme de ruine. Il s'agit d'une nef avec de hautes fenêtres à lancettes et une abside ronde. Les murs extérieurs sont en grande partie envahis par le lierre et le parthénocisse. Les vestiges du bâtiment sont désormais utilisés comme lieu d'événements. Des parties du cloître ainsi que les ailes est et nord et les restes du mur extérieur d'une autre aile du bâtiment sont également conservés. La maison de l'abbesse existe également sous forme de pavillon de jardin construit en 1762 dans le style rococo.

## Source de la traduction
- (de) Cet article est partiellement ou en totalité issu de l’article de Wikipédia en allemand intitulé « Kloster Marienthal (Ahr) » (voir la liste des auteurs).